# Васильев, Виктор Львович
Ви́ктор Льво́вич Васи́льев (род. 25 февраля 1963) — российский дипломат. Чрезвычайный и полномочный посол (2019).

## Биография
Окончил МГИМО МИД СССР (1989). На дипломатической работе с 1989 года.
- В 1989—1993 годах — сотрудник центрального аппарата МИД России.
- В 1993—1997 и 2000—2004 годах — сотрудник Постоянного представительства России при ООН в Нью-Йорке.
- В 2004—2007 годах — заместитель директора Департамента международных организаций МИД России.
- В 2007—2013 годах — заместитель постоянного представителя России при Отделении ООН и других международных организациях в Женеве.
- С 21 октября 2013 по 13 июня 2018 года — полномочный представитель России при Организации Договора о коллективной безопасности (ОДКБ)[1][2].
- С 24 апреля 2018 по 3 октября 2023 года — постоянный представитель Российской Федерации при Продовольственной и сельскохозяйственной организации Объединённых Наций (ФАО) и других международных организациях со сходными функциями в Риме[3][4].
- С 9 апреля 2024 года — постоянный и полномочный представитель России при ОДКБ[5].

В 2005—2006 годах был правительственным экспертом Группы правительственных экспертов по всем аспектам верификации. В 2012—2013 годах являлся председателем группы правительственных экспертов ООН по мерам транспарентности и доверия в космосе.

## Дипломатический ранг
- Чрезвычайный и полномочный посланник 2 класса (24 октября 2007)[6].
- Чрезвычайный и полномочный посланник 1 класса (12 апреля 2011)[7].
- Чрезвычайный и полномочный посол (11 июня 2019)[8].

## Награды
- Орден Дружбы (6 июня 2023) — За большой вклад в реализацию внешнеполитического курса Российской Федерации и многолетнюю добросовестную службу[9].
- Благодарность президента Российской Федерации (7 апреля 2017) — за заслуги в укреплении мира, дружбы и сотрудничества между народами, большой вклад в развитие системы коллективной безопасности[10].